# ミドルタウン (ニューヨーク州オレンジ郡)
ミドルタウン（英: Middletown）は、アメリカ合衆国ニューヨーク州のオレンジ郡にある都市。人口は3万0345人（2020年）。マンハッタンの北100㎞に位置している。ハドソン・バレーにあり、ニューバーグ市とポートジャービス市に挟まれている。ミドルタウンはニューヨーク都市圏に入っている。
ミドルタウンは1888年に市として法人化された。19世紀から20世紀初期にかけて、ニューヨーク州下流部の鉄道駅として幾つか小さな製造業を誘致して成長した。周辺地域は小さな酪農業が行われている。メディアコム・コミュニケーション・コーポレーション、ガレリア・アット・クリスタル・ラン（ショッピングモール）、サニー・オレンジ（カレッジ）、ウォルマート、トゥオロ整骨療法カレッジ、タイムズ・ヘラルド・リコード（新聞）が市の主要雇用主である。

## 歴史

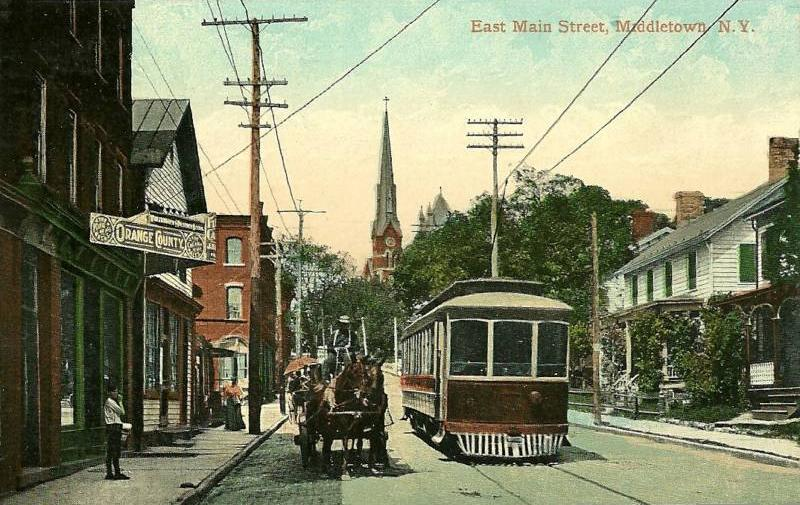
東メインストリート、1909年

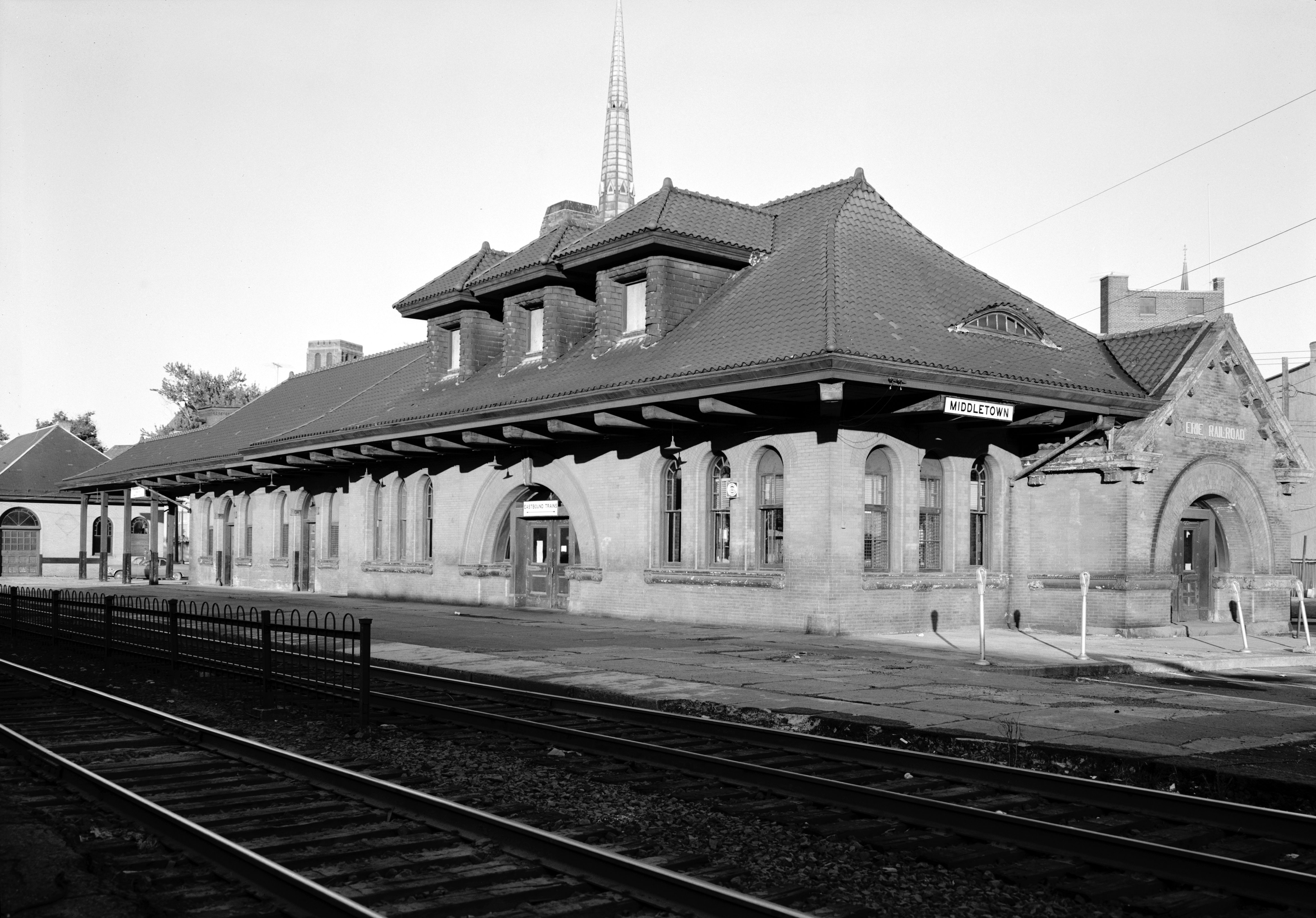
エリー鉄道のミドルタウン駅、1971年、現在はスラル図書館

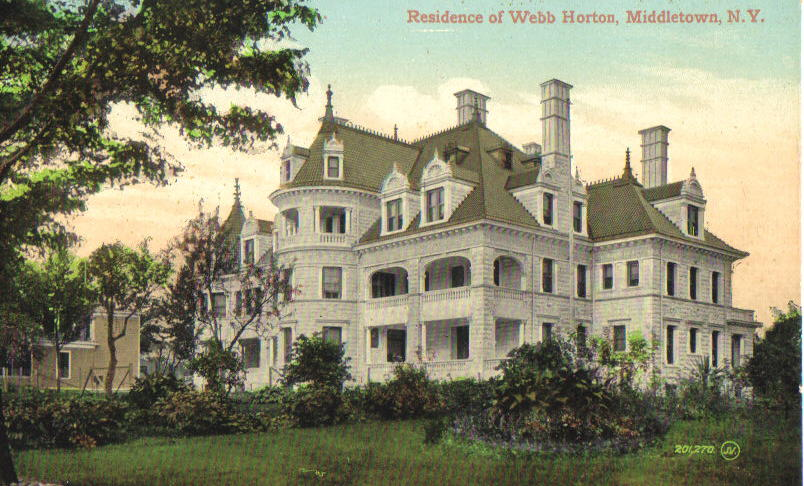
モリソン・ホール（サニー・オレンジのミドルタウン・キャンパス）

### 開拓初期
1744年頃、ジョン・グリーンがデランシー特許地から土地を購入し、おそらくその地域に入植した。既に存在した他の場所の間にあった関係から、ミドルタウンという名前が採用されたが、後に他にも近くに有った同名の町との混同を避けるためにサウスミドルタウンと改名された（オレンジ郡の北にあるデラウェア郡にはミドルタウン「町」が存在する）。その後の1848年、ビレッジとして法人化された時に「サウス」が無くなって現在の名前となり、1888年には市として法人化された。
ミドルタウンの第一会衆派教会が1785年に設立され、中心街で最も高い尖塔がある。この教会の建設が、ミドルタウンの村としての存在の始まりになったと論ずることも可能である。現在の教会は1872年に建設された。

### 町の成長
ミドルタウンは特にエリー鉄道とニューヨーク・オンタリオ・アンド・ウェスタン鉄道と共に成長した。靴、芝刈り機の刃、家具の工場に多くの労働者を惹きつけたが、これら事業の大半は1960年代までに閉鎖されてきた。1970年代にニュージャージー州マーワーにあったフォード・モーター社の大型工場が閉鎖され、地域でのIBMの操業規模が小さくなったことで、ミドルタウン周辺の経済には打撃となった。
1970年代からニューヨーク市の警官、消防士などの労働者が、付近の都市よりもかなり安い住宅を購入してこの地域に移転してきた。しかし、ニューヨーク市がその市職員に市内での居住を求めるようになった1986年以後、ミドルタウンは成長の資源を失った。町に残っている唯一の鉄道は、貨物用のミドルタウン・アンド・ニュージャージー鉄道となっている。

### 現代
1960年代後半に「ミラクルマイル」商店街やロイズのスーパーマーケットが成長し、後にさらに2つのショッピングモールができ、すべてニューヨーク州道211号線沿い、同17号線と州間高速道路84号線近く、町の東端にできたことで、中心街の事業地区は衰退した。1970年代半ばまでにオレンジ・プラザのモールが中心街にあった店舗を幾つか引き抜いて行き、その東の州道17号線沿いにはガレリア・アット・クリスタル・ランが1990年代初期に開店した。2001年にはスーパー・ウォルマートがオレンジ・プラザの後に開店した。中心街の建物の幾つかは放棄されるか使用されなくなったが、バーやレストランは中心街で活動を続けていた。
ダウンタウン地域には多くの歴史ある教会があり、ハイランド・アベニューには多くの大型のヴィクトリア様式家屋がある。大型ヴィクトリア様式家屋の幾つかは現在老人ホームに使われている。ミドルタウン市役所と市裁判所がジェイムズ通りにある。プレジデンシャルハイツなど繁栄している地区もあるが、人口が減っている地区も多い。周辺の田園部は一部小さな酪農業に使われているが、それも1980年代から衰退してきた。
ミドルタウンには、ケーブルテレビなど有料テレビの会社であるメディアコム・コミュニケーション・コーポレーションとその関連会社の本社がある。その本社ビルは市の外郭、ウォールキルにある。

## 見どころ

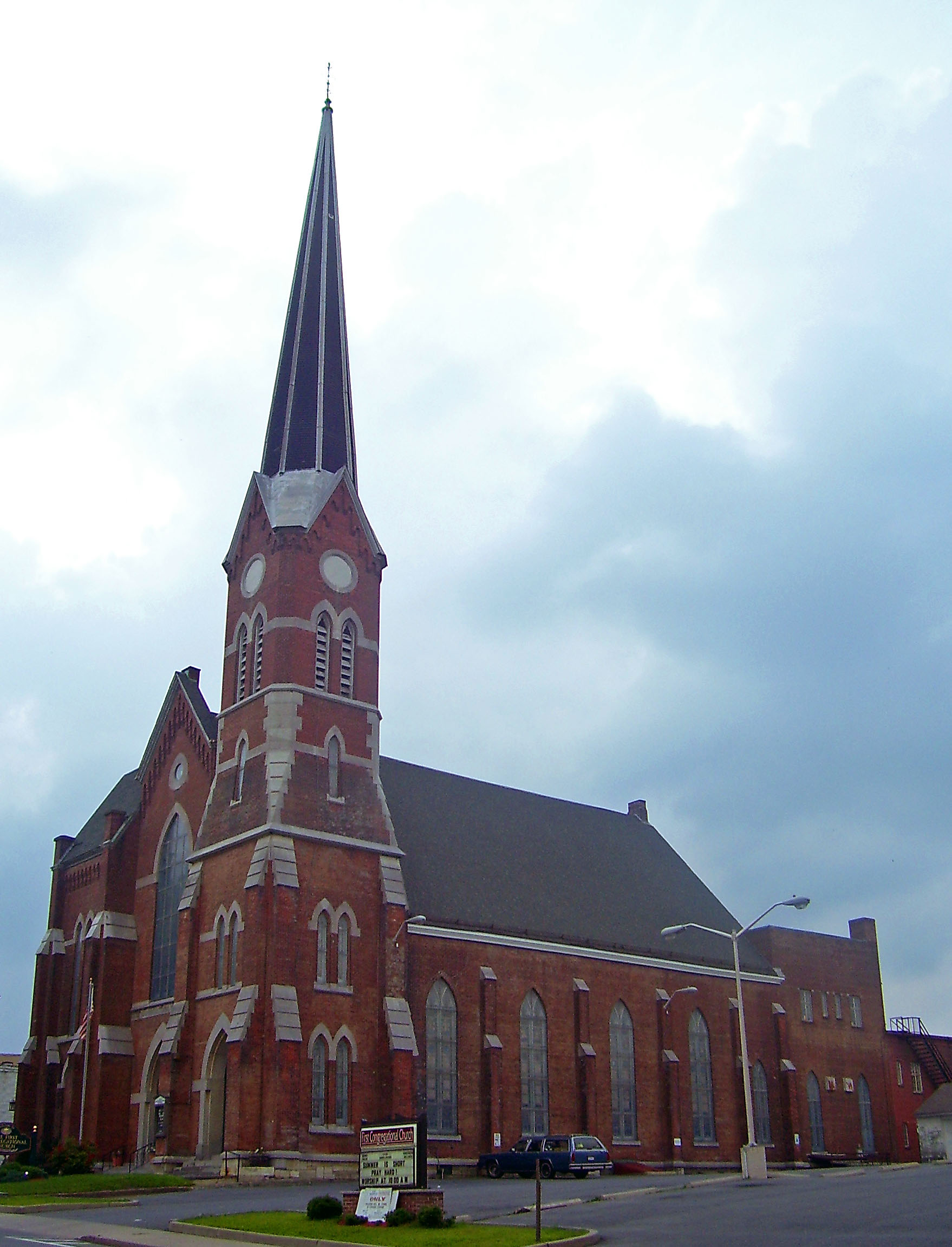
第一会衆派教会、1872年建設、中心街で最も高い尖塔がある

地域のショッピング場所としては、ミドルタウンの直ぐ東にあるモールのガレリア・アット・クリスタル・ランや、町の東側州道211号線に沿った長い商店街がある。中心街地域、とくにノース通りと東西メインストリートには様々な民族料理店や小さな店舗がある。子供の科学博物館であるインタラクティブ博物館と、多くの教会がこの地区にある。市内には映画館でもある歴史あるパラマウント・シアター、地元芸術カウンシル、ボウリング場、ラジオ局2局、スラル図書館もある。ボーイスカウトとガールスカウトの支部の動きが活発である。ライオンズクラブ、エルクスクラブ、キワニス、ロータリークラブなどもある。ロータリークラブは毎年秋にファンチャー・ダビッジ公園でホースショーを開催している。毎年夏にはオレンジ郡祭が開催され、またオレンジ郡祭スピードウェイもある。
元はオレンジ郡コミュニティカレッジと呼ばれていたサニー・オレンジがミドルタウンにある。歴史あるウェブ・ホートン邸、通称モリソン・ホールもある。オレンジ地域医療センターは2011年に完成した病院であり、元のホートン医療センターとアーデンヒル病院を統合したものであり、東メインストリート707にあって、市内の主要雇用主である。地元新聞は「タイムズ・ヘラルド・リコード」であり、郡内では初のコールドプレス・オフセット印刷を行った日刊紙である。市内には2つの著名な建築物がある。ヒルサイド墓地は著名なイギリス人建築家かつ造園家だったカルバート・ボーが設計した。ボーはニューヨーク市のセントラル・パークをフレデリック・ロー・オルムステッドと共に設計した。J・W・コーリー小学校はアメリカの建築家ポール・ルドルフの設計であり、ルドルフはイェール建築学校の学部長を務めていたときだった。ハイランド湖州立公園が最も近い州立公園であり、ハイキング、自転車乗りなどに使われている。

## 地理
ミドルタウンは北緯41度27分 西経74度25分 / 北緯41.450度 西経74.417度 (41.4458, -74.4221)に位置している。オレンジ郡では、南端部がワワヤンダ町に接している他、ウォールキル町にほとんど囲まれている。
アメリカ合衆国国勢調査局に拠れば、市域全面積は5.2平方マイル (13.3 km2)であり、このうち陸地5.1平方マイル (13.3 km2)、水域は0.01平方マイル (0.03 km2)で水域率は0.19%である。市内をウォールキル川が流れている。

## 交通
ミドルタウンにはニューヨーク市からバスで行くことができ、州間高速道路84号線とニューヨーク州道17号線（将来の州間高速道路86号線）の交差点に近い。州道17号線Mと同211号線が市内を通っており、アメリカ国道6号線が州間高速道路84号線に並行して南下している。
メトロノース鉄道ポート・ジャービス線のミドルタウン＝タウン・オブ。ウォールキル駅はウォールキル町の中にあり、そこから鉄道で、オレンジ郡、ロックランド郡、ニュージャージー州バーゲン郡、にあるポートジャービスなどの町やホーボーケン駅、さらにセカーカス・ジャンクション駅乗り換えでニューヨーク市にも通じている。
ランドール空港（06N）がミドルタウン中心から約4マイル (6 km) にある。
ミドルタウン市内と州道211号線商店街に約6系統のバス路線が走っている。地区のバス便の中心として中心街の交通センターが計画されている。オレンジ郡の周辺ビレッジとを繋ぐ「メインライン」バス便もあり、さらにニューバーグやウッドベリーなどのビレッジとを繋ぐ系統もある。

## 人口動態
2010年国勢調査では人口28,086人だった。人種構成ではヒスパニック系39.7%、白人36.6%、アフリカ系アメリカ人21.0%、アジア系1.9%、インディアン0.8%だった。
以下は2000年の国勢調査による人口統計データである。
| 基礎データ - 人口: 25,388 人 - 世帯数: 9,466 世帯 - 家族数: 5,963 家族 - 人口密度: 1,907.1人/km2（4,939.5 人/mi2） - 住居数: 10,124 軒 - 住居密度: 760.5軒/km2（1,969.7 軒/mi2） 人種別人口構成 - 白人: 68.68% - アフリカン・アメリカン: 15.13% - ネイティブ・アメリカン: 0.75% - アジア人: 1.69% - 太平洋諸島系: 0.03% - その他の人種: 9.33% - 混血: 4.40% - ヒスパニック・ラテン系: 25.11% | 年齢別人口構成 - 18歳未満: 27.8% - 18-24歳: 9.4% - 25-44歳: 31.0% - 45-64歳: 19.9% - 65歳以上: 12.0% - 年齢の中央値: 33歳 - 性比（女性100人あたり男性の人口） - 総人口: 93.4 - 18歳以上: 90.1 世帯と家族（対世帯数） - 18歳未満の子供がいる: 34.0% - 結婚・同居している夫婦: 40.0% - 未婚・離婚・死別女性が世帯主: 16.7% - 非家族世帯: 37.0% - 単身世帯: 30.0% - 65歳以上の老人1人暮らし: 12.3% - 平均構成人数 - 世帯: 2.62人 - 家族: 3.27人 | 収入と家計 - 収入の中央値 - 世帯: 39,570米ドル - 家族: 47,760米ドル - 性別 - 男性: 35,990米ドル - 女性: 28,429米ドル - 人口1人あたり収入: 18,947米ドル - 貧困線以下 - 対人口: 17.5% - 対家族数: 13.5% - 18歳未満: 25.4% - 65歳以上: 10.3% |

## 市政府
ミドルタウン市は市長と市政委員会が統治している。委員会は9人の委員で構成され、委員の1人は全市を選挙区に選ばれて委員会の議長を務める。他の8人は市内4つの選挙区からそれぞれ2人が選ばれている。市長も全市から選ばれ、委員会議長と共に任期は4年間である。他の委員の任期は2年間である。任期は1月1日に始まる。消防署長1人と3人の補佐官は、3年毎に消防隊員の選挙で選ばれている。法人弁護士、公共事業コミッショナー、税評価コミッショナー、市事務官、登記官、財務官、その他の役人は毎年市長が指名し、市政委員会が確認している。

## 教育

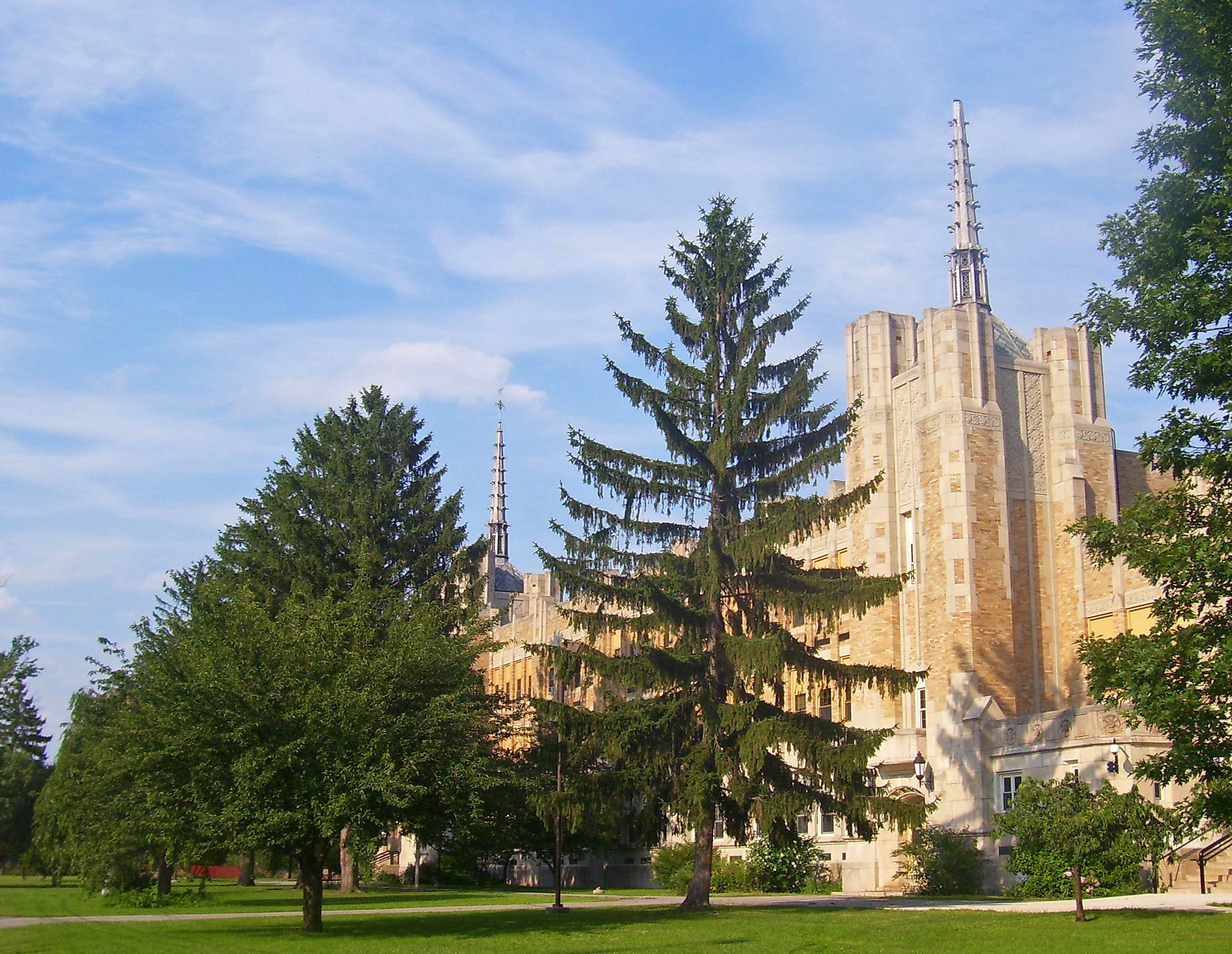
ツインタワーズ中学校

過去10年間で、ミドルタウン公立学校体系は、多くの小さな地区学校を維持することから、幾つかのマグネットスクールに多くの生徒を纏めることにシフトしてきた。4つの小学校は幼稚園から5年生までを教えており、その担当する年齢は小学校によって異なっている。トルーマン・ムーン小学校は幼稚園と1年生である。ジョン・W・コーリー小学校は幼稚園から2年生までである。メカニクスタウン小学校とメイプルヒル小学校は2年生から5年生である。2005年、ミドルタウン教育学区は有権者からの要請に応えて、全日制幼稚園を実施した。学区の中学校はツインタワーズ中学校とモンヘイゲン中学校の2校であり、小学校からの生徒を受け入れている。ミドルタウン高校には唯一の高校用校舎があり、9年生から12年生を教えている。カトリック系の小学校も1校ある。
ミドルタウン高校では、ほとんどの高校にある基本的な教育に加えて、多くの教科も教えている。スポーツでもアメリカンフットボール、野球、バスケットボール、テニス、水泳、陸上競技、サッカー、ラクロスなど幅広く活発な活動を行い、また放課後の学術と社会活動も盛んである。さらに海軍のジュニア予備役士官訓練プログラムも実行している。
元はオレンジ郡コミュニティカレッジと呼ばれていたサニー・オレンジがミドルタウンにある。トゥオロ整骨療法カレッジが2014年に、元のホートン病院跡地にミドルタウン・キャンパスを開設した。

## 周辺の町

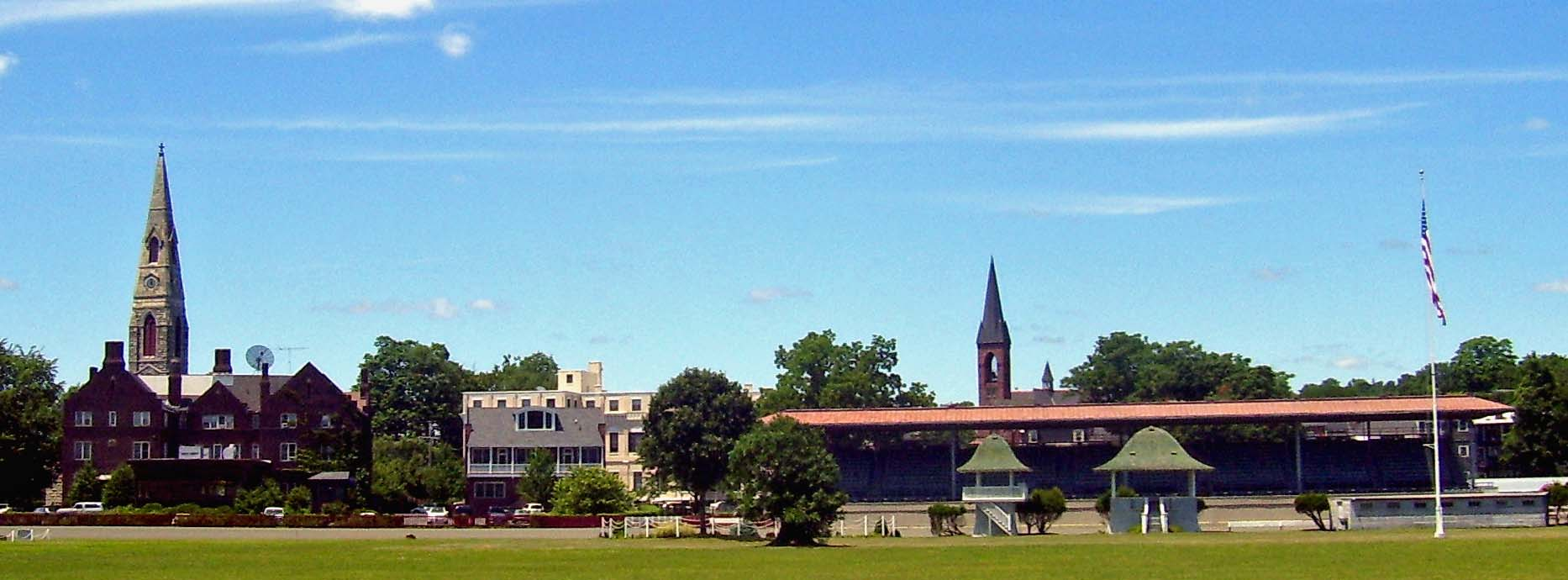
ゴーシェン、ヒストリック・トラックから眺める

- サークルビル
- ゴーシェン（ビレッジ、郡庁所在地）
- モンロー
- ニューバーグ（市）
- オーティスビル
- パインブッシュ
- ポートジャービス
- スレイトヒル
- クロウフォード町
- グリーンビル町
- ハンプトンバーグ町
- ママカティング町
- モンゴメリー町
- マウントホープ町
- ワワヤンダ町
- ウォールキル町

### ミドルタウンに隣接する地域社会とその場所

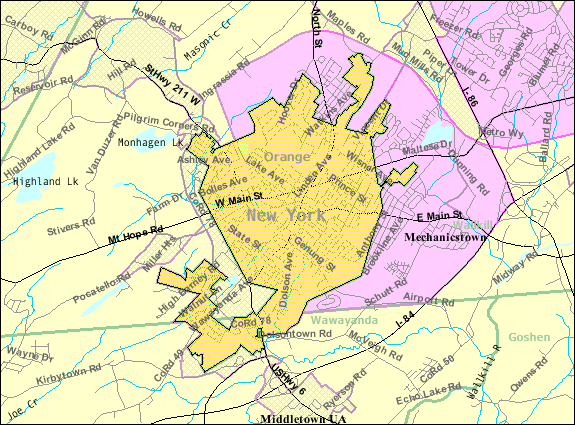
ミドルタウンの国勢調査用地図

下記の地域社会と場所はミドルタウンに隣接するか、数マイル以内の位置にある。
- クリスタル・ラン – ミドルタウン東の小集落、州間高速道路84号線と郡道83号線に近い
- フェアオークス – ミドルタウン北の小集落、ニューヨーク州道17号線Mに沿う
- ハウェルズ – ミドルタウン北西の小集落
- メカニクスタウン – ミドルタウンの南東に接する小集落
- ミシガンコーナーズ – ミドルタウン東の小集落、州道211号線に沿う
- フィリップスバーグ – ミドルタウン南東の小集落、ウォールキル川と州道17号線Mに沿う.
- ピルグリムコーナーズ – ミドルタウンの西に接する小集落、州道211号線に沿う
- ロックビル – ミドルタウン北の小集落
- スコッチタウン – ミドルタウン北東の小集落、州道17号線の対面、州道101号線沿い
- ヴァンビューレンビル – ミドルタウン北のビレッジ、マウントホープに近い
- ウォールキル – ミドルタウンの北と東をほとんど包んでいるタウンシップ
- ワシントンハイツ – ミドルタウンの北に接する小集落

## 著名な出身者
- マイク・アビレス、メジャーリーグベースボール選手、クリーブランド・インディアンス
- マット・モリス、メジャーリーグベースボール選手、セントルイス・カージナルス
- ウィリー・ニンジャ、ダンサー、振付師
- フランク・ショーター、マラソンランナー、1972年ミュンヘンオリンピックで金メダル、1976年モントリオールオリンピックで銀メダル
- スペンサー・チュニック、写真家
- アーロン・トヴェイト、ブロードウェイの俳優、歌手
- ジェリー・サンズ、プロ野球選手